# Бајке браће Грим
Бајке браће Грим представљају збирку немачких народних бајки које су сакупили и записали браћа Јакоб и Вилхелм Грим. Прва збирка, “Дечје и домаће бајке” (нем. Kinder- und Hausmärchen), објављене у три тома (I – III, 1812 – 1822). Збирка садржи више од 200 бајки, народних прича и пошалица – народно благо забележено према усменом предању. Током протеклих векова бајке браће Грим имале су небројана издања и преведене су са немачког на велики број светских језика. Поред Лутерове верзије Библије, "Дечје и кућне бајке" сматрају се за најпознатије дело немачке књижевности. Бајке браће Грим су деценијама обавезна лектира у млађим разредима основне школе у Србији.
Осим бајки ову збирку чине и митови, нордијске саге, легенде, разни видови усмене народне књижевности, приче о животињама, поучне приче. Имали су изузетан утицај на сакупљаче народне усмене књижевности, па и на Вука Стефановића Караџића.

## Рад на прикупљању бајки
Заступајући уверења књижевних стваралаца у периоду романтизма да се бајкама и причама, као облицима народне књижевности, осликава народни дух браћа Грим су, у теорији, тежили да дочарају аутентични стил којим су бајке причане. Међутим, у пракси су често давали маха сопственој приповедачкој машти, па су касније, у Вилхелмовој редакцији, текстови прилично измењени. Наивној нарацији народног приповедача додати су описни елементи, живописне појединости, мотиви из других извора, а јаче је наглашена логичка мотивација. На тај начин створили су посебан прозни стил бајки, што спада у најзначајнија достигнућа романтике. Браћа Грим врло су пажљиво сакупљали и одабирали бајке и упоређивали различите варијанте, чиме су утемељили нову научну дисциплину – истраживање бајки.
Мада је њихова прва књига насловљена "Дечје и кућне бајке", она није писана за децу. Браћа су свој рад сматрала научним, а те приче су, по њиховој првобитној замисли, требало да се користе за академске студије, па је њихов садржај био намењен одраслима. Зато су ове прве, оригиналне бајке биле пуне суровости, убистава, насиља и злостављања деце и одраслих. Међутим, када су књиге постале популарне суочили су се са озбиљним критикама. Црквени великодостојници сматрали су да нису писане у хришћанском духу. Зато је њихов трећи брат, Емил Грим, који је бајке своје браће илустровао, додао низ хришћанских симбола на сликама (на пример, на ноћном сточићу Црвенкапицине баке стајала је Библија и сл).
Од првог издања, штампаног у 900 примерака, па до пред крај живота браће Грим, односно у периоду од 1812. до 1964. године "Дечје и кућне бајке" су објављене 17 пута. Браћа Грим су желели по сваку цену да сачувају оно што се преносило кроз генерације и цензурисали су их успут, по потреби. Како су бајке постајале конзервативније, бивале су све популарније.

## Забрањене бајке
У време Трећег рајха, бајке браће Грим коришћене су за подстицање национализма. Зато су по завршетку Другог светског рата бајке биле забрањене у немачким школама, под изговором да је у њима пронађен корен нацизма. Британски мајор Ти Џеј Леонард тврдио је да су оне помогле да Немци своју децу науче "разним врстама варваризама" и олакшали им да се уклопе у улогу егзекутора, док је немачки писац Гинтер Биркенфелд сматрао је да се у бајкама налази одговор на питање како су Немци успели да поднесу зверства која су се догађала у Аушвицу.
За време "прогона" књиге из немачких учионица и вртића приче браће Грим нашле су своје место у Холивуду, у популарним цртаним филмовима Волта Дизнија. Године 1970. у Немачкој су уврштене у школску лектиру.

## Светска баштина
Рукописи браће Грим данас се чувају у њиховом музеју у Каселу, а 2005. године уврштени су на Унескову листу светске баштине докумената.
Октобра 2014. године објављен је енглески превод првог, изворног и непрочишћеног издања чувених Бајки браће Грим, са свим сценама насиља, које су у каснијим издањима редиговане и избачене. Збирку од 156 оригиналних бајки објавио је Џек Зајпс, професор немачког језика и упоредне књижевности на Универзитету у Минесоти.

## Бајке браће Грим
- Баба Хола
- Братац и сестрица
- Вук и седам јарића
- Гушчарица
- Дванаест разиграних принцеза
- Жива вода
- Златна гуска
- Златокоса
- Ивица и Марица
- Јоринда и Јорингел
- Краљ жаба
- Кристална кугла
- Мачак у чизмама
- Мудра сељакова кћи
- Палчић
- Пепељуга
- Снежана
- Снежана и Ружица
- Сточићу, постави се
- Три брата
- Три кројача
- Трнова Ружица
- Храбри кројач
- Цвилидрета
- Црвенкапа
- Четири брата од заната
- Шесторица који су обишли свет
- Вук и лисица
- Зец и јеж
- Добошар
- Три пера
- Златна птица
- Бела змија
- Шест слугу